# Canapville (Calvados)
Canapville település Franciaországban, Calvados megyében. Lakosainak száma 231 fő (2022. január 1.). Canapville Bonneville-sur-Touques, Englesqueville-en-Auge, Saint-Étienne-la-Thillaye, Saint-Gatien-des-Bois, Saint-Martin-aux-Chartrains és Livarot-Pays-d'Auge községekkel határos.

## Népesség
A település népességének változása:
| Lakosok száma | 170  | 188  | 185  | 239  | 212  | 219  | 233  | 228  | 226  | 231  |
|               | 1968 | 1982 | 1990 | 2006 | 2013 | 2015 | 2017 | 2019 | 2020 | 2022 |